# تیفانی هوتون
تیفانی هوتون (به انگلیسی: Tiffany Houghton) (زاده ۶ دسامبر ۱۹۹۳) خواننده و ترانه‌سرا آمریکایی است.